# New York-i Filharmonikusok
A New York-i Filharmonikusok, hivatalos nevén Philharmonic-Symphony Society of New York, Inc. rövid neve NYPO, a világ élvonalába tartozó szimfonikus zenekar.
Az 1842-ben alapított New York-i Filharmonikusok egyike az USA legrégebbi zenei intézményeinek, a 19. század végétől már a világ zenei életének jelentős részese, Antonín Dvořák IX. Újvilág szimfóniájának ősbemutatóját a zenekar játszotta, több mint százötven éves fennállásuk alatt a legnagyobb művészekkel léptek fel. A standard koncert repertoár mellett a zenekar fennállásától támogatta kortárs kompozíciók bemutatását, köztük Csajkovszkij g-moll zongoraversenye 1881-ben, Sergey Rachmaninov d-moll zongoraversenye 1909-ben, Gershwin F-dúr zongoraversenye 1925-ben, és Stravinsky  háromtételes szimfóniája, a Symphony in Three Movements 1946-ban.
A New York-i Filharmonikusok otthona a 19. század végétől a Carnegie Hall volt, jelenleg 1962 óta Manhattanben, a Lincoln Centerben levő David Geffen Hall.

## Története
A New York-i Filharmonikusok 1842-ben Philharmonic Society of New York néven alakult zenei társaság volt, a New Yorkban alkalmanként fellépő együttes évente alig több mint tíz koncertet adott. Az önálló társaságként működő zenekar maga döntött a koncertek műsora, a karmesterek személye felett, az évad végén a bevételről is. New Yorkban a 19. század második felében formálódó újabb zenekarok néha a New York-i Filharmonikusok riválisai is lettek. A zenekar működése is folyamatosan átalakult, 1909-től már egy felügyelő testület váltotta fel az addigi közös vezetést, a New York prominens személyeiből álló Guarantors Committee. A 20. század elejére New York első számú zenekaraként már évi több mint ötven koncertet adtak, majd a zenekar két másik szimfonikus zenekarral való egyesülése után – 1921-ben a New York's National Symphony Orchestraval majd 1928-ban a New York Symphony Societyval – valamint az 1930-as Arturo Toscanini által vezetett európai turnéjuk óta a világ élvonalába tartozó együttesének számít.

### Alapítás
A New York-i Filharmonikusokat 1842-ben Ureli Corelli Hill amerikai hegedűs-karmester és William Vincent Wallace ír zeneszerző alapította. Alapításkori neve Philharmonic Society of New York lett, az amerikai kontinens harmadik zenei intézményének célja a hangszeres zene megsegítése volt. Bemutatkozó koncertjüket 1842. december 7-én, a Broadway elején lévő Apollo Hallban adták, a programon Beethoven V. szimfóniájával Ureli Corelli Hill vezénylete mellett. A vegyes összeállítású program további műveit két másik karmester vezényelte, a háromórás koncerten a szimfonikus zeneműveken kívül kamaradarabokat és operarészleteket is előadtak. Az önálló társaságként működő zenekar tagjai többségi szavazással döntöttek a koncertek műsora és a karmesterek személye felett, az évad végén a bevételről is.
A zenekar az 1860-as évektől koncertjeinek többségét az Academy of Music koncerttermében, később az 1883-ban megnyílt a Metropolitan Operában adta.

### BeethovenIX. szimfónia, 1846
Alig négyéves fennállásuk után a zenekar egy alapítványi koncertet szervezett 1846-ban, melynek célja új koncerttermük létrahozása volt. A koncert legnagyobb eseménye Beethoven: IX. szimfóniájának amerikai premierje volt, melyen négyszáz zenekari zenész és kórustag vett részt George Loder vezényletével. Az angolra fordított kórusrészt a világon először adták elő angolul. Ugyanakkor a magas, 200 $-os helyárak mellett a várt nagyszámú közönség elmaradt, így az új koncertterem váratott magára.
A Filharmonikusok első hét évében a karmesterek egymást váltva léptek fel az együttessel, ez viszont 1849-ben megváltozott, ebben az évben már egyedüli karmesterként Theodore Eisfeld vezényelt az évadban. 1865-ben szintén Theodore Eisfeld vezénylete mellett az abban az évben lelőtt Abraham Lincoln elnök emlékére adott a zenekar koncertet, a koncert különössége volt, hogy Beethoven IX. szimfóniájából az „Örömódát” kihagyták, mivel nem tartották a gyászhoz illőnek.

### Versengés

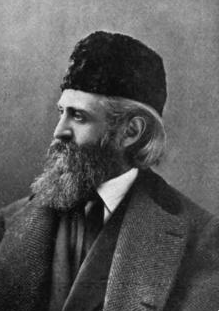
Leopold Damrosch

A zenekar 1876/77-es évadjában a Filharmonikusok vezető karmestere, Leopold Damrosch, aki korábban Liszt mellett Weimarban koncertmester is volt, elveszítvén a támogatottságot elhagyta az együttest és 1878-ban egy új zenekart alapított Symphony Society of New York néven. Az új zenekar a Filharmonikusok riválisa lett. Leopold Damrosch 1885-ben bekövetkezett halála után pedig az alig 23 éves fia, Walter Damrosch vette át a Filharmonikusokkal versengő zenekar vezetését. A versengés a két együttes között tovább folytatódott, Walter Damrosch sikeresen meggyőzte Andrew Carnegie-t New York zenei élete számára egy új koncertterem szükségességéről, melyet Carnegie végül kifejezetten az új zenekar, a Symphony Society of New York számára építtetett. A két együttes között hosszú ideig tartó versengés több mint negyven évig folytatódott, és csak 1928-ban zárult le, amikor a két zenekar egyesült.

### Carnegie Hall

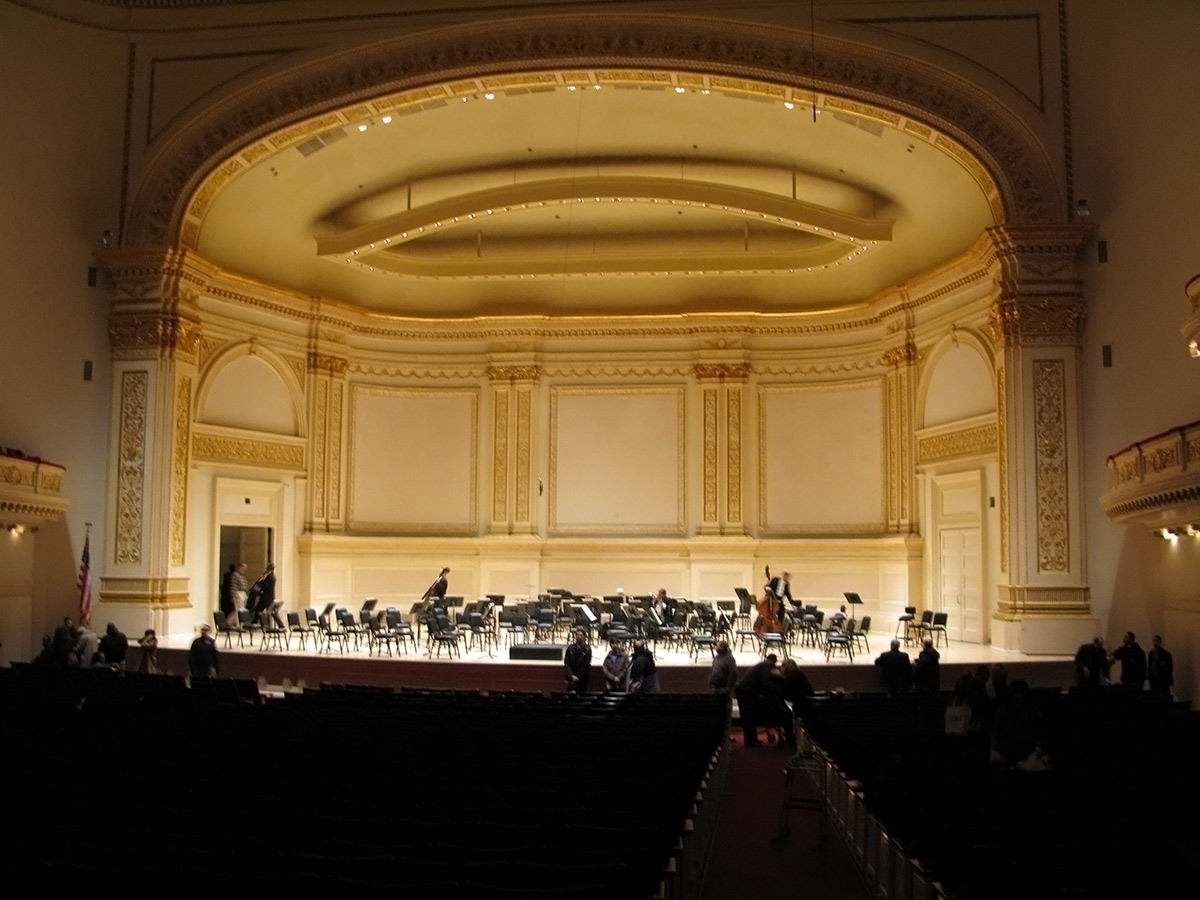
Az 1891-ben átadott Carnegie Hall 1962-ig a zenekar otthona volt

Andrew Carnegie támogatása mellett felépült új koncertterem ünnepélyes megnyitóján vendégkarmesterként Csajkovszkij is vezényelte a New York-i Filharmonikusok riválisaként megszületett új zenekart, a New York Symphony Society zenekarát. Az új koncertterem, első nevén a Music Hall nyitó koncertje 1891. május 5-én volt, s csak később kapta Andrew Carnegie tiszteletére a Carnegie Hall nevet, a kiváló akusztikájú terem a New York-i Filharmonikusok állandó fellépésinek is színhelye lett, majd egészen 1962-ig a New York-i Filharmonikusok otthona maradt.
1891-től a magyar-amerikai karmester, Anton Seidl, azaz Seidl Antal – korábban Wagner asszisztense – irányítása alatt a zenekar anyagi helyzete és zenei jelentősége fellendült. A zenekar az ő vezetése alatt lépett fel először 1892-ben a Carnegie Hallban. A New York-i Filharmonikusok felkérésére komponálta Antonín Dvořák a IX. szimfóniáját, az Újvilág szimfónia ősbemutatója 1893. december 16-án volt a Carnegie Hallban, a koncerten a New York-i Filharmonikusokat Anton Seidl vezényelte. A zenekar népszerű karmestere, Anton Seidl 47 éves korában, 1898-ban bekövetkezett váratlan halála után a Metropolitan Operában tartott búcsúztatóján tizenkétezer ember vett részt, a 39. utca és a Broadway találkozásánál álló Metropolitan Opera akkori épülete körül az utcákat a búcsúztatók tömege lepte el.

### 20. század
Az elkövetkező időszakban 1903 és 1906 között a New York-i Filharmonikusok vezető karmester nélkül működött. Európa élvonalába tartozó karmesterei vendégkarmesterként léptek fel a zenekarral, mint Victor Herbert, Édouard Colonne, Willem Mengelberg, Fritz Steinbach, Richard Strauss, Felix Weingartner és Henry Wood.
1909-ben átalakult a zenekar működése, az addigi zenekari tagok által irányított vezetést egy felügyelő testület váltotta fel, a Guarantors Committee, melynek elnöke Mary Seney Sheldon lett, immár az ő megbízásukra került Gustav Mahler a zenekar élére. Mahler életének ez az időszaka nem kapcsolódott operai tevékenységhez, így zeneszerzőként és karmesterként is a szimfonikus zenekari feladatokra tudott koncentrálni. Az 1909/10-es évadban Mahler 46 koncerten vezényelte a zenekart, magas igényei szerinti próbái mellett ugyanakkor a színvonalas programja financiális veszteséget is jelentett részben a társaságnak, Mahler I. szimfóniájának amerikai bemutatóját a szerző vezénylete mellett tartották 1909. december 16-án. Ebben az időszakban a 20. századi zenekarrá formálódott New York-i Filharmonikusok évi koncertjeinek száma 18-ról 54-re emelkedett, a zenekari tagok fizetése biztosított volt, valamint koncerteket adtak New Yorkon kívül New Englandben is. Mahler 1911-ben bekövetkezett váratlan halála után Josef Stránský lett az új művészeti vezető, az ő vezénylete mellett készítették első lemezfelvételüket 1917-ben.
1921-ben a New York-i Filharmonikusok és egy másik New York-i szimfonikus zenekar, a New York's National Symphony Orchestra egyesüléseként átformálódott zenekart uraló Willem Mengelberg mellett vendégkarmesterként helyt kapott Bruno Walter, Wilhelm Furtwängler, Igor Stravinsky és Arturo Toscanini is.

### A maestro, 1930

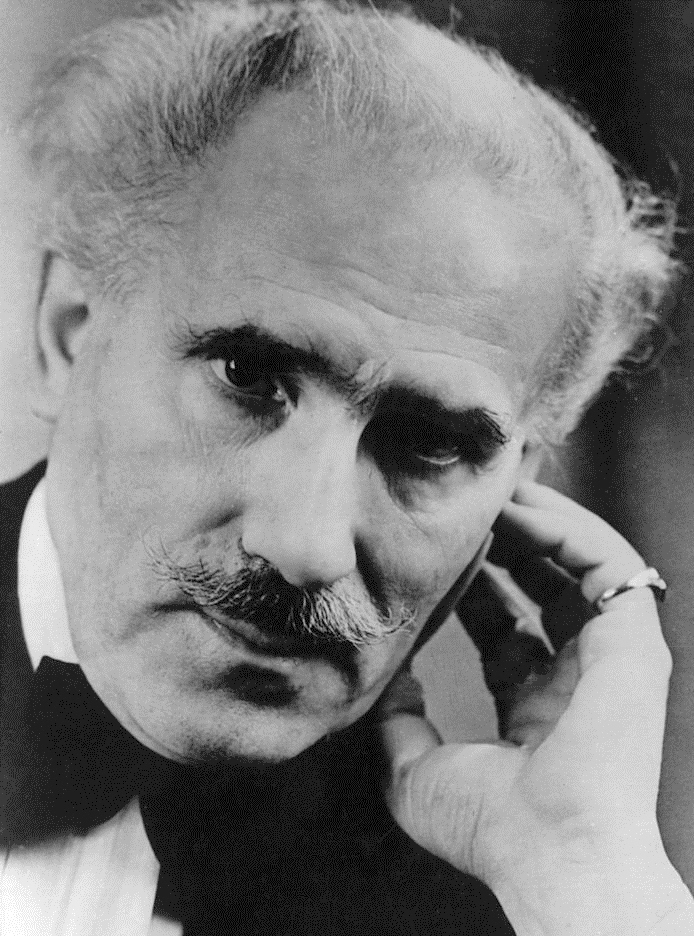
Arturo Toscanini 1930 körül

1928-ban a zenekar történetében egy újabb jelentős egyesülés történt, ezúttal is egy másik kiváló New York-i zenekarral, a korábban a Carnegie Hall megnyitásakor Csajkovszkij vezénylete alatt fellépő New York Symphony Society-val. A két zenekar összeolvadása Toscanini irányítása mellett történt, aki az előző években többször volt a Filharmonikusok vendégkarmestere. Az amerikai zenekritikus, Winthrop Sargeant szerint ez inkább egy műtétre emlékeztetett, amely során a Filharmonikusok húsz zenekari tagját elküldték, helyüket a New York Symphony Society megmaradt zenészei váltották fel. Ugyanakkor a két zenekar vezetése optimistán látta az egyesült szimfonikus zenekar jövőjét, melyet nem csak az ország, hanem a világ egyik legjelentősebb zenekarává kívánták tenni. 1930-ban a zenekar egyedüli vezető karmestere Arturo Toscanini lett, akinek vezényletével európai turnén vettek részt. Az európai koncertkörútjukon 1930. május 21-én a Városi Színházban – a mai Erkel Színház – Toscanini vezényletével Budapesten is felléptek, ez volt első magyarországi fellépésük. Még ugyanabban az évben, 1930-ban kezdte el a CBS a Carnegie Hallban adott vasárnap délutáni koncertjeik rádió közvetítését, a közvetítéseket 38 éven át megszakítások nélkül megtartották. Toscanini 1936-ig maradt az együttes élén, de vendégkarmesterként 1945-ig fellépett a New York-i Filharmonikusokkal.
A világszintű zenekar a legkiválóbb karmestereket, szólistákat tudta megnyerni, mint Bruno Walter, Arthur Rubinstein, Sir Thomas Beecham, Leopold Stokowski és Dimitri Mitropulosz.

### David Geffen Hall

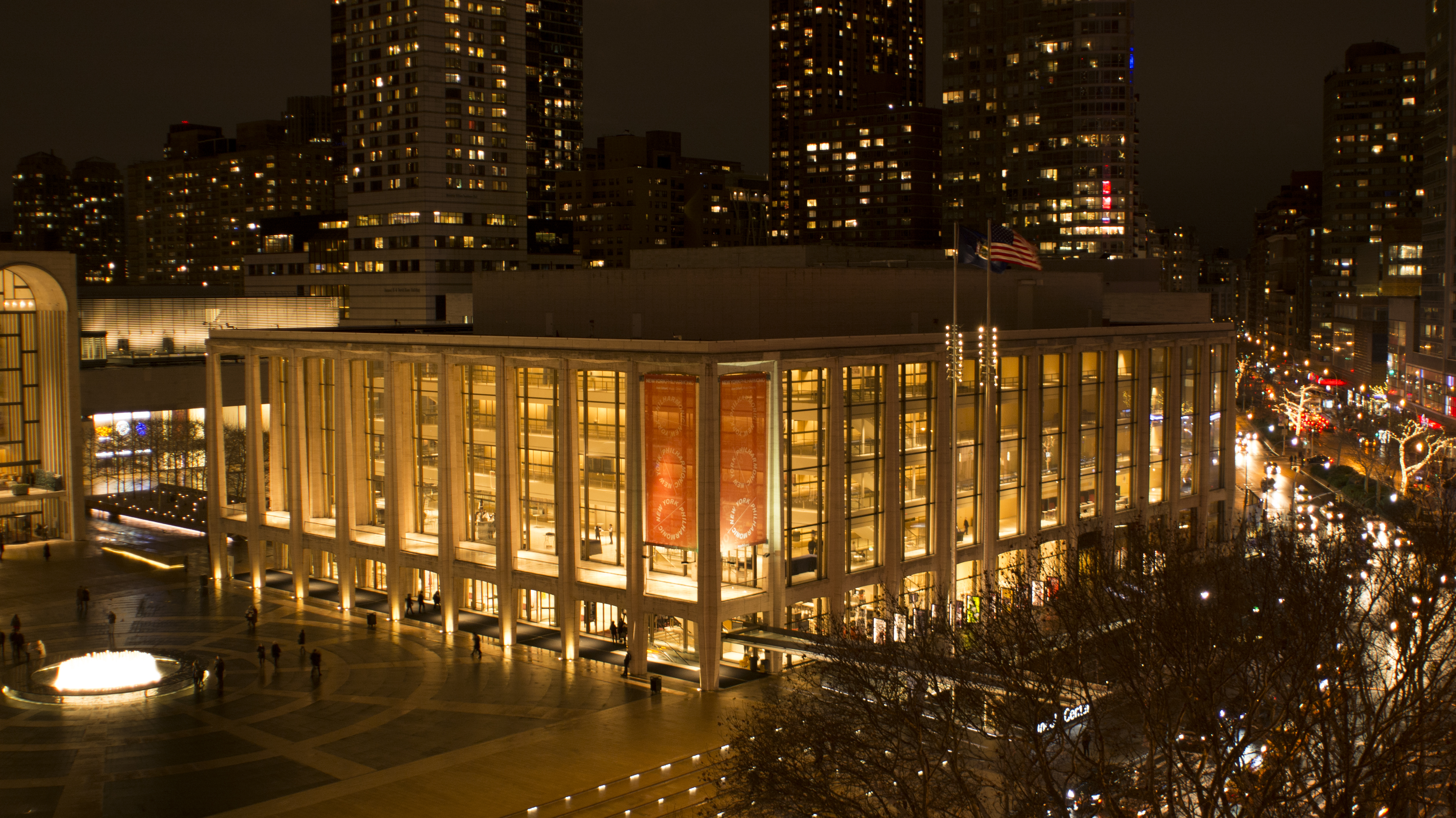
David Geffen Hall, 1962-től a New York-i Filharmonikusok otthona a Lincoln Centerben

Leonard Bernstein, akit a zenekar híres, 1943-as próba nélküli beugrásakor ismert meg, 1958 és 1969 között a zenekar vezetője lett. Bernstein vezetése alatt indultak el 1958-ban a New York-i Filharmonikusok és a CBS együttműködésében a televíziós közvetítések is, az élő koncertközvetítések és ismeretterjesztő programok a televíziózás történetét is átalakították. A zenekar történetében az egyik legjelentősebb változás ugyancsak Bernstein vezetése során történt, a zenekar új koncertterme, az 1962-ben átadott Avery Fisher Hall lett, New York zenei életének új korszakát is jelentő nyitó koncert karmestere Leonard Bernstein volt. Az 1962-től kiépült Lincoln Centerben többek között a Metropolitan Opera is és a New York-i Filharmonikusok is új épületet kapott, a zenekar koncertterme, az Avery Fisher Hall neve 2015 óta a David Geffen Hall lett.

### 21. század
2001-től Lorin Maazel lett a zenekar új zenei igazgatója, aki 1942-ben 12 évesen karmester-csodagyerekként lépett fel először a New York-i Filharmonikusokkal. A zenekar 2008-ban észak-koreai turnén vett részt Lorin Maazel vezetésével, a koncertek az Egyesült Államok és Észak-Korea kapcsolatának javítását célozták. Zenei tevékenysége mellett 2003-ban felmerült a David Geffen Hall, a zenekar koncerttermének felújítása a Lincoln Center felújítása keretén belül, a felújítás időszaka alatt az együttes otthona újból a Carnegie Hall lett volna. A felújítást elhalasztották, Lorin Maazel 2008-ig töltötte be a zenekar vezetői posztját.
2007-től Alan Gilbert lett a zenekar új zenei igazgatója, majd 2017-től Jaap van Zweden. A zenekar bejelentése szerint David Geffen Hall felújítása alatt elhagyják a koncerttermet, két évig New York más koncerttermeiben lépnek majd fel.

## Felvételeik
Az 1920-as évek elejétől kezdtek lemezfelvételeket készíteni. Willem Mengelberg és Arturo Toscanini irányítása alatt a New York-i Filharmonikusok két lemeztársaság, a Victor Talking Machine Company és a Brunswick Records számára készített lemezeket.
A Victor Talking Machine Company akusztikai lemezfelvételeit stúdió körülmények között rögzítette Mengelberggel, majd az elektronikus lemezfelvétel kifejlesztésétől már a Carnegie Hallban. Szinte az összes korai elektronikus lemezfelvételt pusztán egy, a karmester felett elhelyezett mikrofon segítségével rögzítették, magát a felvételi szisztémát a Victor Talking Machine Company „Orthophonic”-nak nevezte el.
A Brunswick Records saját, szabadalmaztatott elektronikus eljárásával rögzítette Toscanini lemezfelvételeit, a felvételek 1926-ban kezdődtek a Carnegie Hall próbatermében. 1936-ban a Victor Talking Machine Company – melynek tulajdonosa ekkor immár az RCA volt – már többmikrofonos felvételi technikát kísérletezett ki a zenekari hangzás tökéletesítésére.
1971 és 1977 között Pierre Boulez a Columbia lemeztársasággal közösen készített quadrofon felvételsorozatán többek között Maurice Ravel művei hallhatók.

## Nem klasszikus tevékenység
A New York-i Filharmonikusok vonósai hallhatók John Lennon 1971-ben megjelent Imagine albumán.

## Zenekar vezetői
A zenekar fennállása során többféle formációban működött, vezetői eltérő címet kaptak, vezető karmesterként, zenei tanácsadóként vagy zenei igazgatóként álltak a zenekar élén.
| - 1842–1849 Ureli Corelli Hill, Henry Timm, Denis Etienne, William Alpers, George Loder, Louis Wiegers and Alfred Boucher - 1849–1854 Theodore Eisfeld - 1854–1855 Theodore Eisfeld and Henry Timm - 1855–1856 Carl Bergmann - 1856–1858 Theodore Eisfeld - 1858–1859 Carl Bergmann - 1859–1865 Carl Bergmann and Theodore Eisfeld - 1865–1876 Carl Bergmann - 1876–1877 Leopold Damrosch - 1877–1878 Theodore Thomas - 1878–1879 Adolf Neuendorff - 1879–1891 Theodore Thomas - 1891–1898 Seidl Antal - 1898–1902 Emil Paur - 1902–1903 Walter Damrosch - 1906–1909 Wassily Safonoff - 1909–1911 Gustav Mahler | - 1911–1923 Josef Stránský - 1922–1930 Willem Mengelberg - 1928–1936 Arturo Toscanini - 1936–1941 John Barbirolli - 1943–1947 Artur Rodziński - 1947–1949 Bruno Walter (zenei tanácsadó) - 1949–1950 Leopold Stokowski (vezető karmester) - 1949–1958 Dimitri Mitropulosz (vezető karmester) - 1958–1969 Leonard Bernstein - 1969–1970 Széll György (zenei tanácsadó) - 1971–1977 Pierre Boulez - 1978–1991 Zubin Mehta - 1991–2002 Kurt Masur - 2002–2009 Lorin Maazel - 2009–2017 Alan Gilbert - 2017– Jaap van Zweden (zenei igazgató) |

## Archívuma
New York-i Filharmonikusok archívuma képi- és nyomtatott anyaga a zenekar történetét 1842-es alakulásától kezdve dokumentálja. A Lincoln Centerben lévő gyűjtemény anyagát jelenleg alapítványi támogatással, a Leon Levy Foundation alapítvány segítségével digitalizálják.

## Galéria

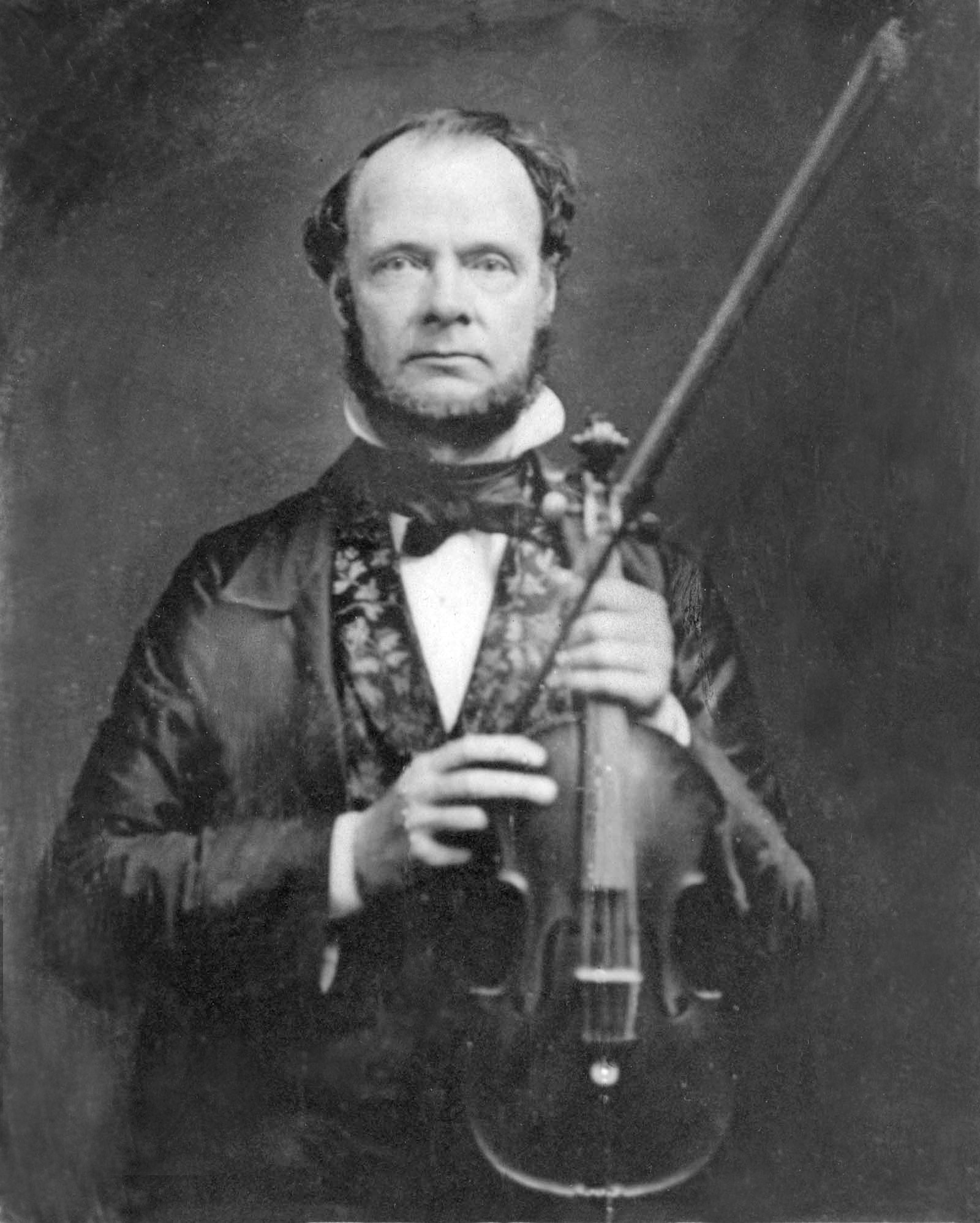
Ureli Corelli Hill, a zenekar alapítója és első karmestere.
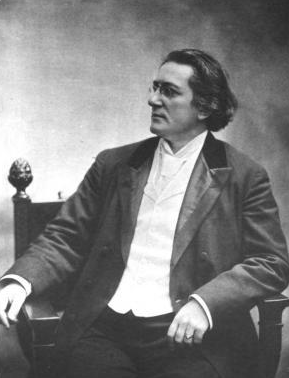
A magyar karmester, Seidl Antal, a zenekar vezetője 1891 és 1898 között
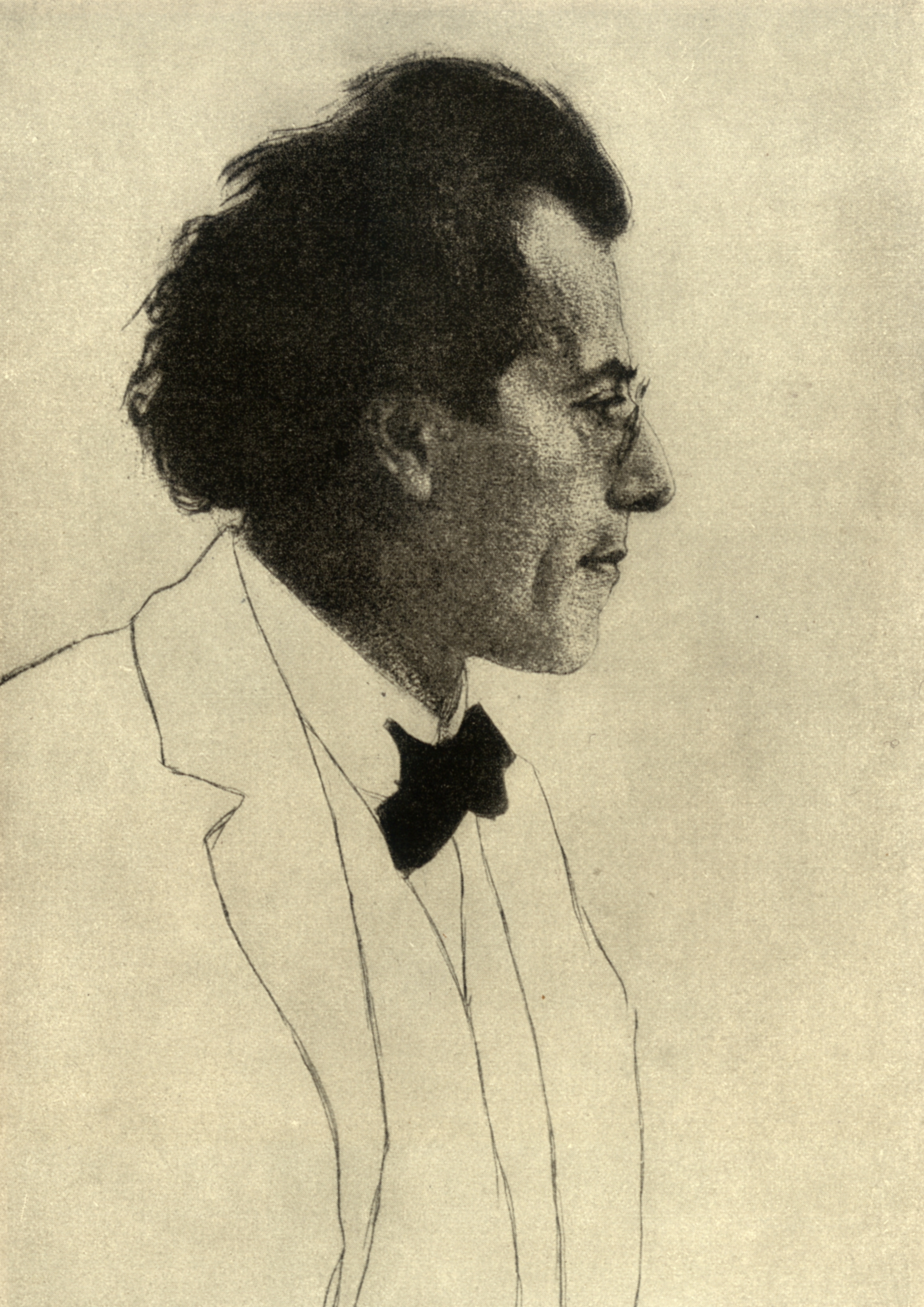
Gustav Mahler a zenekar vezetője 1909 és 1911 között
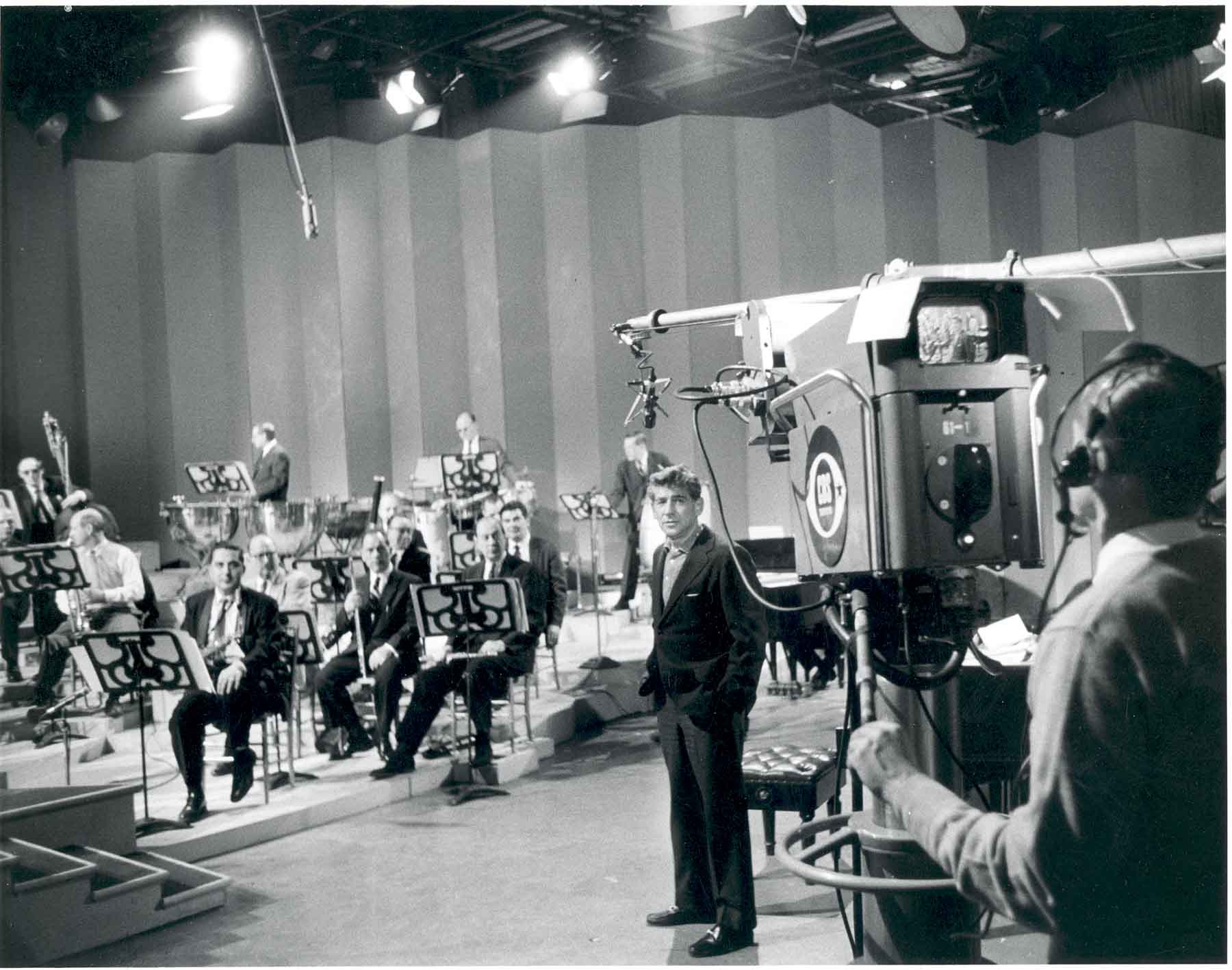
Leonard Bernstein 1958 és 1969 között a zenekar vezetője, a New York-i Filharmonikusokkal egy tv közvetítés próbáján.
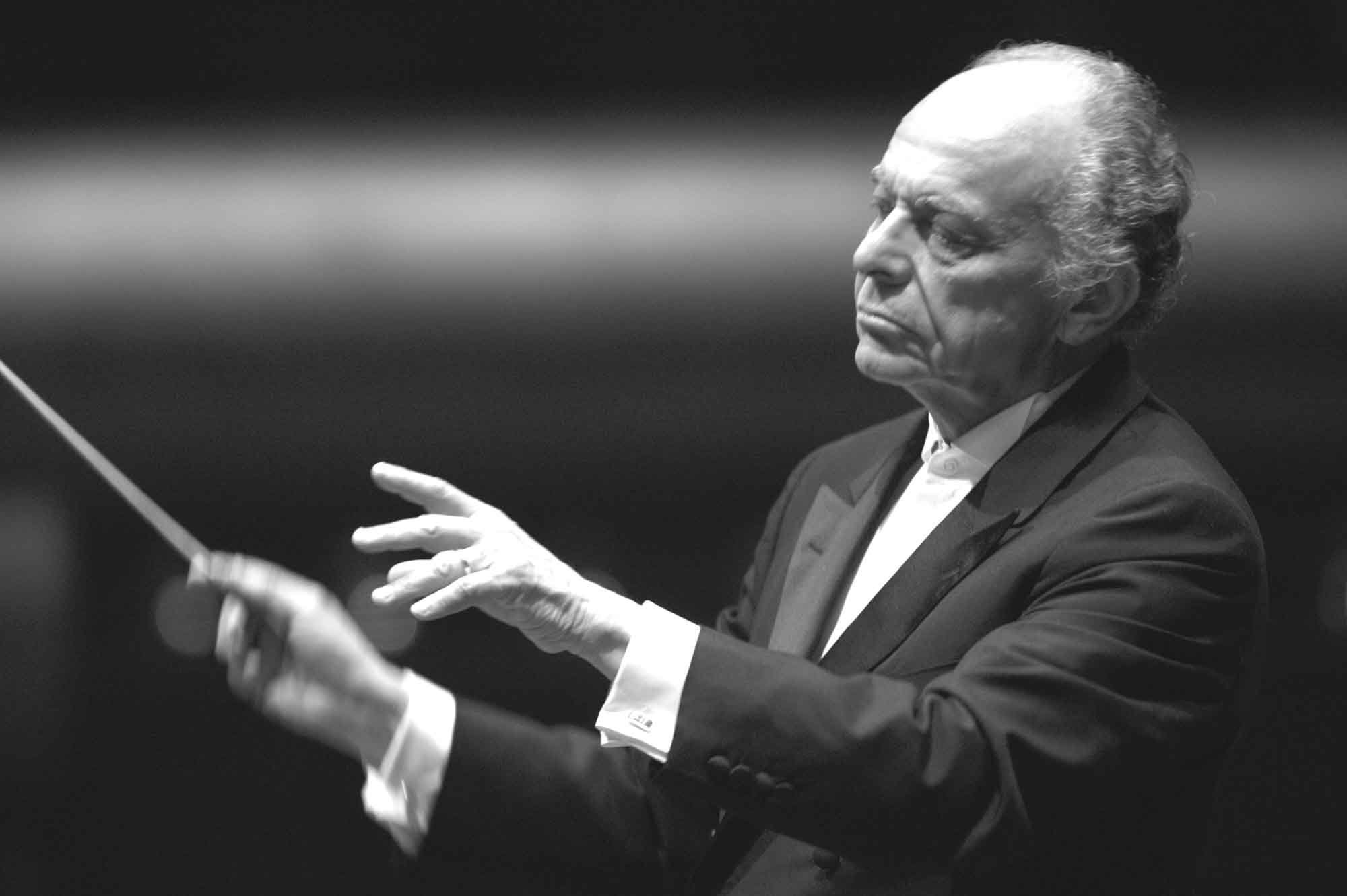
Lorin Maazel 2002 és 2009 között a zenekar zenei igazgatója.
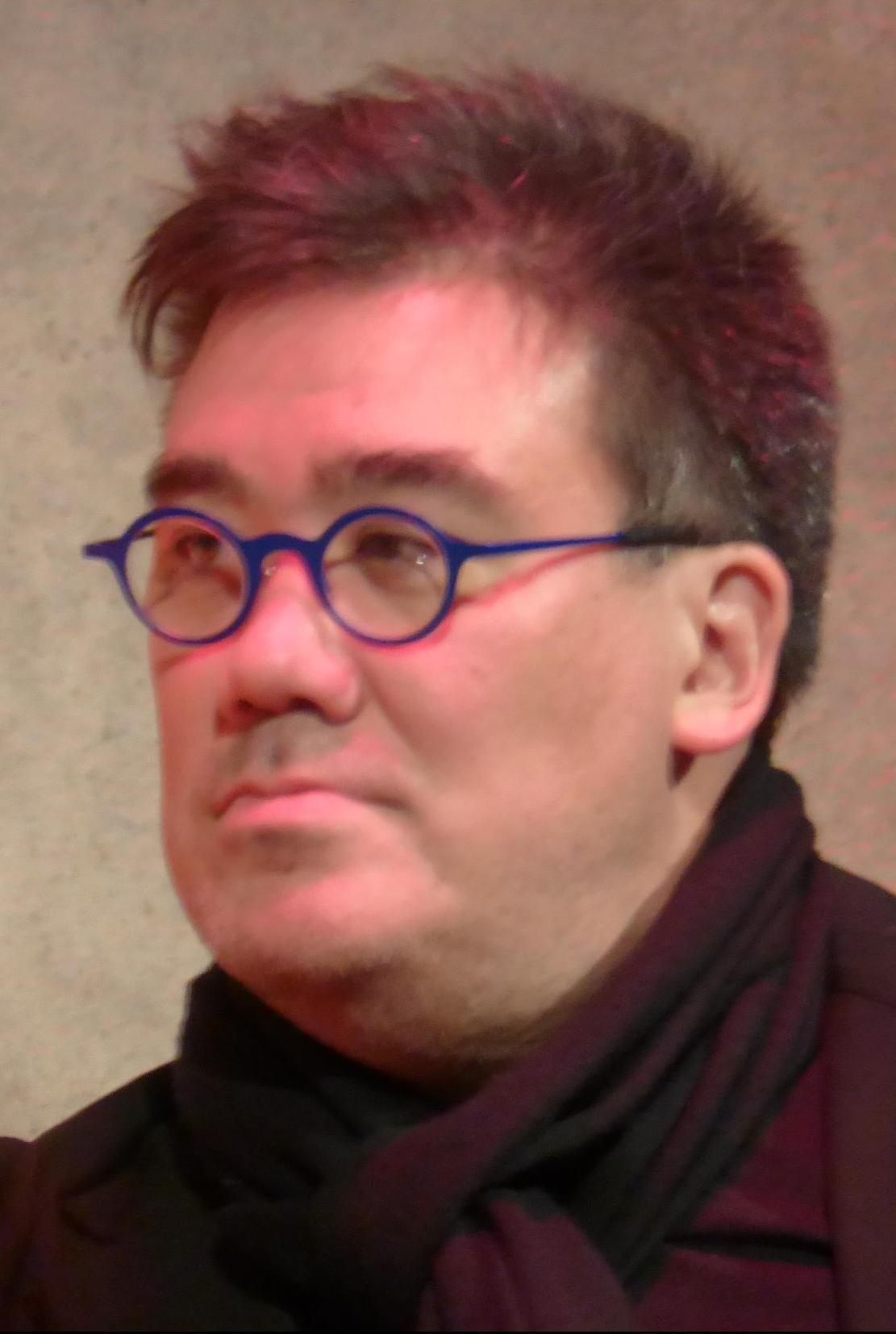
Alan Gilbert 2009 óta a zenekar vezetője

## Külső hivatkozások
- A New York-i Filharmonikusok hivatalos honlapja Archiválva 2017. március 6-i dátummal a Wayback Machine-ben
- A New York-i Filharmonikusok hivatalos honlapja, a zenekar digitális archívuma
- A New York-i Filharmonikusok az Allmusic honlapján

## Fordítás
Ez a szócikk részben vagy egészben  a    New York Philharmonic című angol Wikipédia-szócikk ezen változatának fordításán alapul.  Az eredeti cikk szerkesztőit annak laptörténete sorolja fel. Ez a jelzés csupán a megfogalmazás eredetét és a szerzői jogokat jelzi, nem szolgál a cikkben szereplő információk forrásmegjelöléseként.